# Shannon Keith
Shannon Keith, född 5 juni 1973 i Los Angeles i Kalifornien, är en amerikansk djurrättsadvokat, aktivist och dokumentärfilmare.
2006 gavs Keiths dokumentärfilm ut om djurrättsrörelsen vid namn Behind the Mask: The Story Of The People Who Risk Everything To Save Animals. Dokumentären gjordes som svar på vad ALF anser är en växande subjektiv rapportering i mainstream media mot djurrättsrörelsen, både den legala och den illegala. Keith grundade och sköter Uncaged Films /ARME (Djurräddning, media och utbildning), som också producerade filmen.
Keith har representerat ett antal djurrättsaktivister och kampanjer, inklusive Stop Huntingdon Animal Cruelty (SHAC) och Kevin Kjonaas, den före detta ordföranden för SHAC USA, mot Huntingdon Life Sciences,  och Sea Shepherd Conservation Society. Hon har räddat hundar från avlivning i Los Angeles, och år 2000, lyckades hon få den största uppgörelsen mot staden Los Angeles för att en stadsanställd slagit en hund till döds.